# Darmstadt Tennis International 2012
Il Darmstadt Tennis International 2012 è stato un torneo di tennis facente parte della categoria ITF Women's Circuit nell'ambito dell'ITF Women's Circuit 2012. Il torneo si è giocato a Darmstadt in Germania dal 16 luglio al 22 luglio 2012 su campi in terra rossa e aveva un montepremi di 25 000 $.

## Vincitori

### Singolare
Laura Siegemund ha battuto in finale  Anna Schmiedlová con il punteggio di 7–6(7), 6–3

### Doppio
Julia Kimmelmann /  Antonia Lottner hanno battuto in finale  Martina Borecká /  Petra Krejsová con il punteggio di 6–3, 6–1